# Schuster Henrik
Schuster Henrik (Arad, 1853. november 10. – Budapest, Erzsébetváros, 1925. december 22.) orvosdoktor, gyakorló orvos Aradon.

## Életútja
Dr. Schuster Illés és Stern Amália fia. Gimnáziumi tanulmányait ugyanott, az egyetemet pedig Bécsben végezte; 23 éves korában az összes orvosi tudományokból nyert orvosdoktori oklevelet. 1876-ban leszolgálta önkéntesi évét és főorvosnak neveztetett ki a tartalékba. 1877-ben Billrothot és Dittlt hallgatta, azok mellett segédkezvén. 1877 tavaszán tanulmányai és tapasztalatai gazdagítása végett Németországba utazott és meglátogatta a prágai, lipcsei, hallei és berlini egyetemet. 1878-ban újra útra kelt, ekkor bejárta Hallet, Berlint, Hamburgot, Kielt, Lüttichet, Londont és Párizst. Hazajövet önkéntesen ajánlkozott a bosnyák hadjáratban való részvételre; onnét visszatérve a prágai egyetemen dr. Guttenbauer műtőorvos mellett segédkezett. Ezután gyakorló orvos volt Aradon. Megépítteti Arad város csatornázását és vízvezetékét, számos más közüzem felépítéséhez ő adta meg a lendületet és a közigazgatási bizottságban oly hatékony propagatív munkát fejtett ki. Arad szabad királyi város törvényhatósági bizottsági tagjaként, az Aradi Takarék pénztár és az Aradi Vízművek igazgatósági tagjaként tevékenykedett. Felesége Breuer Terézia volt.
Cikke az Embriologische Zeittungban (1877. Zur Entwicklung des Hüft- und Kniegelenkes); nevezetesebb értekezései: Die Nervengeschwülste; Der Knochenkrebs. Histologiai-microscopi (szövettani) tanulmányokkal is foglalkozott. Az 1873-ban Aradon is pusztított cholera-járványról a hivatalos «Észleletek»-hez a táblás kimutatásokat ő szerkesztette.

## Munkái
- Über tetanus. Traumaticus. Pragae, 1881.
- Über die Wirkung der Gifte, speciell des Curare auf das Muskel- und Nervensystem nach Durchschneidung des Rückenmarkes. Uo. 1881. (Mayer orvostanárral együtt).